# Matyáš Kalina z Jäthensteinu
Matyáš Kalina z Jäthensteinu, též z Jaetenštejnu či z Jähensteinu (10. leden 1772 České Budějovice – 6. leden 1848 Zvíkovec) byl český právník a archeolog, děkan právnické fakulty UK a autor prvního systematického soupisu a mapy archeologických památek na území Čech.

## Život
Narodil se do významné budějovické měšťanské rodiny. Jeho otec byl městským radním, který si svůj přídomek „Jäthenstein“ odvodil od rodného příjmení své ženy (Jäthová). Používal jej pak i Matyáš. Ten po budějovickém gymnáziu vystudoval na Karlo-Ferdinandově univerzitě v Praze filozofii a práva. Na právnické fakultě potom v letech 1800–1802 přednášel a roku 1819 zde také zastával funkci děkana. Až do roku 1845 byl zemským advokátem. Od roku 1822 byl dopisujícím a od 1828 řádným členem c. k. vlastenecko-hospodářské společnosti.
Od roku 1818 byl členem Královské české společnosti nauk, kde zastával čelné funkce (vykonával funkci ředitele a v letech 1831–1839 byl jejím sekretářem), a od roku 1834 též členem Společnosti Národního muzea a jejího Archeologického sboru. Česky však příliš neuměl. Své statky Zvíkovec u Křivoklátu a Suchdol u Sedlčan spravoval v duchu pokrokových osvícenských metod. O hospodaření napsal také pojednání pro c. a k. Patriotickou hospodářskou společnost, jíž byl činným členem. Zabýval se mj. životem českého ekonoma Michaela Seidla (1767-1842). Byl také jmenován konzistorním radou arcibiskupa Leopolda Chlumčanského a jako správce jeho závěti byl zřizovatelem prvních reálných škol v Čechách. Roku 1836 byl během královské korunovace pasován na rytíře a o dva roky později se stal členem českého zemského sněmu.

### Archeologická činnost
O archeologii přednášel ve společnosti nauk již od roku 1818, ale nejvíce se jí věnoval v první polovině 30. let. Roku 1835 objevil ve sklepě pražského novoměstského domu čp.800/II na Koňském trhu první pravěkou keramickou nádobu. Dále kopal na domnělých pohanských návrších v pražském okolí. Výsledky pak shrnul v knize Böhmens heidnische Opferplätze z roku 1836, doplněné o archeologickou mapu Čech. Jde o první knihu věnovanou české archeologii. Prováděl také další výkopy ve Slaném, v Hradišti nad Březinou, v Libušíně a v Češově a zkoumal i mohyly u Břas. Při archeologických průzkumech spolupracoval se zvíkoveckým farářem, svým přítelem Václavem Krolmusem. Připravovaná kniha o hradištích v Čechách, ke které shromažďoval materiál, se měla stát prvním monotematickým zpracováním archeologických lokalit v Čechách. K její realizaci se však již nedostal, protože 6. ledna 1848 na svém statku ve Zvíkovci u Rokycan zemřel. V archeologické praxi se jako první pokoušel o využití chemie k interpretaci nálezů. Vytvořil archeologickou sbírku, která po jeho smrti rozšířila sbírku Národního muzea.

### Přírodověda a zdravověda
Kromě archeologie se věnoval v širokém osvícenském záběru také přírodním vědám, například napsal pojednání o zdravé výživě a prospěšnosti brambor, o hospodářském významu pěstování bource morušového pro výrobu hedvábí v Čechách, nebo o počátcích karlovarského lázeňství.
Rodina Kalinů měla rodinnou hrobku na Olšanských hřbitovech, hrob II-8, a podle Jeronyma Lányho zde měl být pohřben i Matyáš, nejspíš je ale pohřben na hřbitově ve Zvíkovci.

## Dílo
- Nachrichten über böhmische Schriftsteller und Gelehrte, deren Lebensbeschreibungen bisher nicht bearbeitet sind : als Materialien für ein Lexikon böhmischer Schriftsteller und Gelehrten. Prag 1819-1827
- Carlsbad avant et sous Charles IV, Prague 1835
- Böhmens heidnische Opferplätze, Gräber und Alterthümer, Praha, 1836
- Der weiße Maulbeerbaum und die auf ihn begründete Seidenzucht: für die meisten Gegenden Böhmens als eine reichliche Rente für den Grundbesitzer, als ein neuer ausgiebiger Erwerbszweig für den unbefelderten Landmann und Städter betrachtet.  Praha 1836
- Einige wohlfeile und dabei gesunde Nahrungsmittel, welche bei der im heurigen Jahre in Böhmen unausgiebigen Kartoffel-Ernte Berücksichtigung verdienen. Prag 1843